# كرسي التوليب

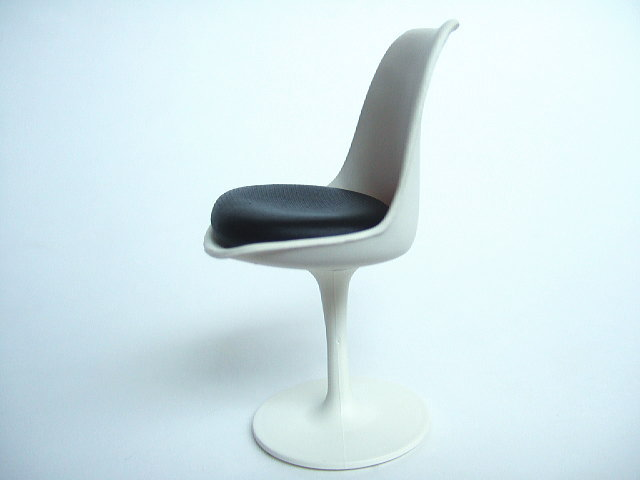
كرسي توليب من صناعة شركة فيترا

كرسي توليب  أو كرسي الخزامى (بالفرنسية: Chaise Tulipe ؛ بالإنجليزية: Tulip chair) هو كرسي قام بتصميمه المصمم الفنلندي ييرو سارينن سنة 1956 لفائدة الشركة النيويوركية نول.

في البداية كان هذا المقعد مخصص لطاولة الأكل التي صممها سارينن أيضا، يعتبر هذا الكرسي من طراز الحركة المعاصرة، حيث أنه مصنوع من مواد تتماشى مع عصره، مثل الألياف الزجاجية والألومنيوم. هذا الكرسي هو في الواقع مصمم بحيث تتحول القدم (ألومنيوم) تدريجيا إلى مقعد (ألياف زجاجية). هذا العمل يشبه إلى حد كبير أعمال سارينن في البنايات أين تكون المواد الهندسية (الأعمدة، العوارض، الأقواس) مندمجة في جسم واحد (مثل المحطة TWA في مطار جون إف كينيدي الدولي).

يحتوي المقعد على إنحناءات وإختلافات كثيرة عن بقية المقاعد كشكل وسادة الجلوس أو مسند الظهر وعدم وجود مسند للذراعين وكذلك إنحناءات القدم شكل المقعد.

يعتبر هذا التصميم الآن واحدا من المواد المهمة والرئيسية في التصميم الصناعي. يوجد نسخة من مقعد التوليب في متحف شركة فيترا في بازل وكذلك في متحف الفن الحديث في نيويورك. مصممه ييرو سارينن حصل على جائزة متحف الفن الحديث سنة 1969.

## روابط خارجية
- تقديم لمقعد التوليب على موقع شركة نول.